# François Joxe
François Joxe, né le 29 juin 1940 à Nantes et mort le 21 août 2020 à Saint-Nazaire, est un acteur, metteur en scène, dramaturge et peintre français.
Il a créé la compagnie Le Chantier-Théâtre en 1972 et le Festival de Gavarnie en 1985.

## Biographie

### Carrière d'acteur
François Joxe est d'origine bretonne et alsacienne par son père, le normalien, professeur agrégé et historien Roger Joxe (d) (1902-1978) et pyrénéenne par sa mère. Après des études secondaires au lycée Louis-le-Grand de Paris à l'issue desquelles il obtient un baccalauréat A'-Philo, François Joxe étudie l'architecture à l'École nationale supérieure des beaux-arts de Paris de 1957 à 1966 et obtient le diplôme du gouvernement. En parallèle, il participe au groupe de théâtre de la Sorbonne où il côtoie Jean-Pierre Miquel, Jean-Claude Penchenat, Philippe Léotard et Patrice Chéreau, puis suit le Cours Simon dans la classe de Madeleine Clervanne (1959-1963).
Il débute au théâtre en 1964 sous la direction de Maurice Jacquemont, avant de participer aux débuts du Théâtre du Soleil d’Ariane Mnouchkine. Marcelle Tassencourt lui confie de grands rôles comme Rodrigue, Oreste, Britannicus, Egmont. Il travaille encore pour la compagnie Renaud-Barrault, pour Jean-Pierre Miquel, Jean-Pierre Vincent, Liza Viet et Guy Freixe,. Il interprète notamment le Capitaine Fracasse, Scapin, Argan, Bardamu, Hinkemann, mais aussi Alfred de Musset, Stendhal, Sigmund Freud et Albert Camus.
Au cinéma, il tourne sous la direction de René Allio, Claude Faraldo, Ariane Mnouchkine, Nikos Papatakis, Guillaume Nicloux et Jacques Rouffio. On le retrouve sur le petit écran dans quelques téléfilms et dans des sketchs des Nuls et de Groland.

### Le Chantier-Théâtre et le festival de Gavarnie
En 1972, il fonde la compagnie Le Chantier-Théâtre à Paris et fait ses débuts de metteur en scène. Dans sa première production, L'Église de Louis-Ferdinand Céline, il interprète le rôle de Bardamu. Il monte ensuite Baal de Bertolt Brecht. On lui doit aussi en 1977 la création française de Transit, la seule pièce de théâtre écrite par Henry Miller, qu'il présente au théâtre national de Chaillot avec Marie-Georges Pascal et Michel Fortin dans les rôles principaux.
Formé aux arts plastiques, il occupe également les fonctions de scénographe et de costumier et signe les affiches de ses spectacles.
De 1978 à 1983, François Joxe est chargé d'études pour le parc national des Pyrénées (programmes d'animation, projets d'expositions, préfigurations de fonctionnement des Maisons de Vallée). En 1985, avec le Chantier-Théâtre, il fonde le Festival de Gavarnie, le plus haut festival d'Europe. Il présente un spectacle spécialement conçu pour les lieux dans chacune des vingt premières éditions du festival (La Divine Comédie, Don Quichotte, Carmen, Roméo et Juliette, L'Odyssée ou Gargantua).

### Auteur, enseignant et peintre
L'adaptation d'Hinkemann de Ernst Toller en 1975 marque le début d'une carrière d'auteur qui passera par la transposition pour le théâtre d'œuvres majeures de la littérature mondiale et de grands chefs-d'œuvre lyriques comme par l'écriture de pièces originales. En 2008, il présente Avant-dernières Salutations, un monologue autobiographique où s'entremêlent émotion et humour (festivals d'Avignon 2008, 2009, 2011 2013, 2014, 2016).
François Joxe enseigne l'art dramatique dans les conservatoires de la Ville de Paris de 1985 à 2000. Il anime également des stages autour du travail de l'acteur ou de l'écriture de dialogue entre 1985 et 2019 (Festival de Gavarnie, Afdas, ANPE, théâtre du Jour à Agen, université de Marne-la-Vallée, théâtre du Petit Monde, théâtre des Deux-Roses).
À partir de 2005, il revient aux arts graphiques se spécialisant dans l'art du paysage (dessin, pastel, huile) en un « style figuratif, teinté d'un fin surréalisme ». Il expose aussi bien en France (Bretagne, Pyrénées, Paris, Versailles) qu'à l'étranger (Bucarest, Venise, Stuttgart, Varsovie, Édimbourg).
François Joxe a effectué plusieurs voyages en solitaire entre 1967 et 1971 (Mer Égée, Sahara, Afghanistan, Karakoram, Terre de Feu).

## Théâtre

### Comme metteur en scène
- 1973 : L'Église, de Louis-Ferdinand Céline, Théâtre des Deux Portes, Théâtre de la Plaine, Théâtre des Mathurins
- 1974 : Baal, de Bertolt Brecht, Théâtre de la Plaine
- 1975 : Hinkemann, d'Ernst Toller, Théâtre de la Plaine, Festival d'Avignon 1976, tournée
- 1977 : Transit, de Henry Miller, Théâtre national de Chaillot
- 1978 : Pentablogues, de Roland Dubillard, Festival d'Avignon 1978, Théâtre de la Roquette 1981
- 1979 : La Coupe et les lèvres, d'Alfred de Musset, Théâtre des Bouffes du Nord
- 1982 : Les Soupirants, de François Joxe, Cartoucherie de Vincennes
- 1985 : Dieu, de Victor Hugo, Festival de Gavarnie
- 1985 : La dernière du Malade imaginaire, de Molière, Théâtre Présent, tournée en France et Allemagne
- 1986 : Divine Comédie, de François Joxe, d'après Dante Alighieri, Festival de Gavarnie
- 1986 : Le Mariage du Père, de Bernard Cuau, Théâtre du Lucernaire
- 1987 : Chanson de Roland, Festival de Gavarnie
- 1988 : Songe d'une nuit d'été, d'après William Shakespeare, Festival de Gavarnie
- 1988 : Henry Brulard : Ma Vie, d'après Stendhal, Théâtre de la Cité internationale
- 1989 : Rêv'évolution, Festival de Gavarnie
- 1990 : Don Juan, d'après Molière et Mozart, Festival de Gavarnie
- 1991 : Quichotte, de François Joxe, d'après Miguel de Cervantès, Festival de Gavarnie
- 1992 : Faust, d'après Goethe et Hector Berlioz, Festival de Gavarnie
- 1993 : La Création, de François Joxe, Festival de Gavarnie
- 1994 : Mille et Une Nuits, Festival de Gavarnie
- 1995 : Carmen, d'après Prosper Mérimée et Georges Bizet, Festival de Gavarnie
- 1996 : Chevaliers de la Table Ronde, Festival de Gavarnie
- 1997 : Roméo et Juliette, d'après William Shakespeare et Hector Berlioz, Festival de Gavarnie
- 1998 : La Flûte Enchantée, d'après Mozart, Festival de Gavarnie
- 1999 : L'Odyssée, d'après Homère, Festival de Gavarnie
- 2000 : Figaro, d'après Beaumarchais et Mozart, Festival de Gavarnie
- 2001 : Gargantua, de François Joxe d'après Rabelais, Festival de Gavarnie
- 2002 : Tristan et Yseult, de François Joxe, d'après Richard Wagner, Festival de Gavarnie
- 2003 : Hymne à la Joie, de François Joxe, d'après Beethoven, Festival de Gavarnie
- 2004 : Hymne à la Vie, Festival de Gavarnie
- 2007 : La Vie éternelle, de Narcis Comadira, Théâtre du Lucernaire, Festival d'Avignon 2008
- 2008 : Avant-Dernières Salutations (autre titre : Ce qu'on ne peut pas dire), de François Joxe, Festival d'Avignon, Festival d'Aurillac, Théâtre de Nesle, 2008, 2009, 2011, 2013, 2014, 2016
- 2014 : Quoi quoi, de François Joxe, Festival d'Avignon 2014 et 2015, Théâtre du Guichet-Montparnasse 2015
- 2014 : Ce qu'on ne doit pas penser, de François Joxe, Festival d'Avignon 2014 et 2016

### Comme comédien
- 1964 : Le Songe d'une nuit d'été, de William Shakespeare, m.e.s. Maurice Jacquemont, Festival de Sarlat : Flûte
- 1964 : Roméo et Juliette, de William Shakespeare, m.e.s. Jean Gillibert, Festival du Marais : Frère Jean
- 1964 : Les Petits Bourgeois de Maxime Gorki, adaptation de Arthur Adamov, m.e.s. Ariane Mnouchkine, Théâtre du Soleil, MJC de la Porte de Montreuil : Nil Vassilievitch
- 1965 : Le Malade imaginaire, de Molière, m.e.s. Maurice Jacquemont, Studio des Champs-Elyses : Monsieur Purgon
- 1965 : L'Avare, de Molière, m.e.s. Maurice Jacquemont, Studio des Champs-Elysées : La Flèche
- 1966 : Le Capitaine Fracasse, d'après Théophile Gautier, adaptation Philippe Léotard, m.e.s. Ariane Mnouchkine, Théâtre du Soleil, Théâtre Récamier : Sigognac
- 1967 : La Cuisine, d'Arnold Wesker, m.e.s. Ariane Mnouchkine, Théâtre du Soleil, Cirque de Montmartre, Élysée-Montmartre : José
- 1968 : Le Songe d'une nuit d'été, d'après William Shakespeare, adaptation Philippe Léotard, m.e.s. Ariane Mnouchkine, Théâtre du Soleil, Cirque de Montmartre : Lysandros
- 1969 : Les Clowns, m.e.s. Ariane Mnouchkine, Théâtre du Soleil, Théâtre de la Commune d'Aubervilliers, Élysée-Montmartre : Fanfouêt
- 1970 : En Phanusie... je cherche un peu d'amour, de François Cazamayo, m.e.s. Guy Kayat : Joseph
- 1970 : Le Cid, de Pierre Corneille, m.e.s. Marcelle Tassencourt, Théâtre Montansier de Versailles : Rodrigue
- 1970 : Egmont, de Goethe, m.e.s. Marcelle Tassencourt, Paris : Egmont
- 1970 : Jarry sur la butte, d'après Alfred Jarry, m.e.s. Jean-Louis Barrault, Compagnie Renaud-Barrault, Élysée-Montmartre : Scytotomille
- 1971 : Andromaque, de Jean Racine, m.e.s. Marcelle Tassencourt, Théâtre Montansier de Versailles : Oreste
- 1971 : Les Fourberies de Scapin, de Molière, m.e.s. Michel Le Gouil, Malakoff : Scapin
- 1971 : Casimir et Caroline, d'Odon von Orvath, m.e.s. Jean-Pierre Dougnac, Cartoucherie de Vincennes : divers rôles
- 1972 : Britannicus, de Jean Racine, m.e.s. Marcelle Tassencourt, Théâtre Montansier de Versailles : Britannicus
- 1973 : L'Église, de Louis-Ferdinand Céline, m.e.s. François Joxe, Théâtre des Deux Portes, Théâtre de la Plaine, Théâtre des Mathurins : Bardamu
- 1973 : En r'venant d'l'expo, de Jean-Claude Grumberg, m.e.s. Jean-Pierre Vincent, Théâtre Ouvert, Festival d'Avignon : Louis
- 1975 : Hinkemann, d'après Ernst Toller, m.e.s. François Joxe, Théâtre de la Plaine, Festival d'Avignon 1976, tournée : Hinkemann
- 1976 : Le Rire du fou, de Gabriel Garran, m.e.s. Gabriel Garran, Théâtre de la Commune d'Aubervilliers : A
- 1978 : Les Baracos, de Jean-Jacques Varoujean, m.e.s. Régis Santon, Théâtre National de Chaillot : Guilhermo
- 1978 : Les Pentablogues, de Roland Dubillard, m.e.s. François Joxe, Festival d'Avignon : cinq rôles
- 1979 : La Coupe et les Lèvres, d'Alfred de Musset, m.e.s. François Joxe, Théâtre des Bouffes du Nord : Alfred de Musset
- 1981 : Les Campaniaques, d'Yves Gourmelon, m.e.s. de l'auteur, Théâtre au Présent : Paul
- 1981 : Les Fils meurent avant les pères, de Thomas Brash, m.e.s. Flore Hofmann, Théâtre de la Tempête : Le Voisin
- 1985 : La dernière du Malade imaginaire, de Molière, m.e.s. François Joxe, Théâtre Présent, tournée (1986) : Argan
- 1988 : Songe d'une nuit d'été, d'après Shakespeare, m.e.s. François Joxe, Festival de Gavarnie : Thésée
- 1988 : Henry Brulard : Ma Vie, d'après Stendhal, m.e.s. François Joxe, Théâtre de la Cité internationale : Stendhal
- 1990 : L'Hiver chapitre 1, de Louis-Charles Sirjacq, m.e.s. Serge Rüest, Théâtre des deux portes : Jean
- 1990 : Don Juan, d'après Molière et Mozart, m.e.s. François Joxe : Le Pauvre
- 1991 : Sous un pommier à l'autre bout du monde, de Béatrice Canoui, m.e.s. Liza Viet : Le père, Le Chef de gare, Le Galeriste
- 1997 : Roméo et Juliette, de Shakespeare, m.e.s. François Joxe, Festival de Gavarnie : Le Gueux
- 2003 : Hymne à la Joie, m.e.s. François Joxe, Festival de Gavarnie : Sigmund Freud
- 2004 : Hymne à la Vie, m.e.s. François Joxe, Festival de Gavarnie : Albert Camus
- 2005 : Dom Juan, de Molière, m.e.s. Guy Freixe, Festival de Grignan : Dom Louis
- 2008 : Avant-Dernières Salutations, de François Joxe, Festival d'Avignon 2008 et 2009, Festival d'Aurillac, Théâtre de Nesle, puis (sous le titre Ce qu'on ne peut pas dire) Festival d'Avignon 2011, 2013, 2014, 2016 : Lui
- 2012 : Le Malade imaginaire, de Molière, m.e.s. Roland Pilain, Festival d'Avignon 2011, Théâtre de Ménilmontant : Père Diafoirus
- 2012 : Vivre est devenu difficile..., d'Antoine Lemaire, m.e.s. de l'auteur, Hippodrome de Douai : François
- 2013 : Troubles, féerie familiale, de Jean-Marie Galey, m.e.s. de l'auteur, Théâtre de la Tempête : Le Père
- 2013 : Dommage qu'elle soit une putain, de John Ford, m.e s. Jean Briault, Festival d'Avignon : Bonaventure, Florio
- 2014 : Ce qu'on ne doit pas penser, de François Joxe, Festival d'Avignon : Lui
- 2016 : Le Petit Pauvre, de Jacques Copeau, m.e.s. Djamel Guesmi, Chapelle Salpêtrière : Père Bernardone, Le cardinal Hugolin
- 2019 : Platonov's wake, d'après Anton Tchekhov, m.e.s. Marion Jeanson, Lilas en scène : Ivan Ivanovitch

## Filmographie
- 1972 : Les Camisards de René Allio : un Dragon
- 1973 : Themroc de Claude Faraldo : le Journaliste
- 1978 : Aurélien, téléfilm de Michel Favart
- 1978 : Molière d'Ariane Mnouchkine : le Fou du roi
- 1982 : En votre aimable règlement, épisode de la série télévisée Caméra une première de Jean-Claude Charnay : le dessinateur
- 1987 : La Photo de Nikos Papatakis : le Commissaire
- 1989 : L'Orchestre rouge de Jacques Rouffio : Wenzel (de)
- 1991 : Les Enfants volants de Guillaume Nicloux : le Psychanalyste
- 1993 : Jules Ferry, téléfilm de Jacques Rouffio : Auguste[réf. nécessaire] Gréard
- 1998 : La Course de l'escargot, téléfilm de Jérôme Boivin : l'Hôtelier

## Publications
- Hinkemann d'après Toller (L'Avant-scène, 1976)  (ISBN 2-7498-0119-2)
- Les Soupirants (L'Avant-Scène, 1982)  (ISBN 2-7498-0191-5)
- Quichotte d'après Cervantès (1991), La Quête (1996), Gargantua d'après Rabelais (2001), Tristan et Yseult (2002), Hymne à la Joie (2003), publiés dans la collection Festival de Gavarnie
- Festival de Gavarnie (1985-2004) : 20 ans d'épopée théâtrale (éditions de l'Amandier, 2007)  (ISBN 2355160015)
- Avant-dernières salutations (éditions Descartes & Cie, 2009)
- Quoi quoi, suivi de Quoique (éditions L'Harmattan, 2011)  (ISBN 978-2-296-56291-2)
- La Passion du vieil Hundosh (éditions L'Harmattan, 2013)  (ISBN 978-2-336-29159-8)